# Università del Minnesota
L'Università del Minnesota (in inglese University of Minnesota, spesso abbreviato "U of M", o semplicemente "U") è un'università degli Stati Uniti d'America con sedi a Minneapolis e Saint Paul.
Fondata nel 1851, l'Università del Minnesota è oggi la sesta più grande università statunitense, con 51 800 studenti iscritti nell'anno accademico 2017-2018.
È considerata una delle migliori università degli Stati Uniti ed è tra le università con gli endowment in dollari più alti nel Nord America. L'Università del Minnesota comprende al suo interno sedici College e Schools.
Il campus dell'Università si estende lungo le rive est e ovest del fiume Mississippi. La riva est (East Bank) è quella in cui si trovano più edifici e strutture sportive, che coprono un'area complessiva di circa 2 730 acri (circa 11,04 km²).
L'area è suddivisa in più sezioni: la Knoll area, la Mall area, la Health area, la Athletic area, e la Gateway area.
L'Università del Minnesota è classificata come "R1: Doctoral Universities – Very high research activity." L'Università del Minnesota è membro della Association of American Universities ed è classificata nella top 20 per attività di ricerca, con 1,84 Miliardi spesi in ricerca e sviluppo nell'anno fiscale 2020. Nel 2001, l'Università del Minnesota è stata inclusa nella lista delle Public Ivy, che include le università pubbliche che offrono una qualità di istruzione accademica paragonabile alle università della Ivy League.
L'Università del Minnesota conta 26 Premi Nobel e 3 Premi Pulitzer vinti dai suoi professori, ricercatori, e laureati.
La East Bank ospita anche uno dei musei dell'Università: il Frederick R. Weisman Art Museum, completato nel 1993 e progettato dall'architetto Frank Gehry. L'Università del Minnesota è membro della Big Ten Conference. Le squadre sportive (football americano, hockey su ghiaccio, basket) che rappresentano la University of Minnesota si chiamano Golden Gophers ed i colori delle maglie sono il bordeaux e l'oro. 

#### East Bank

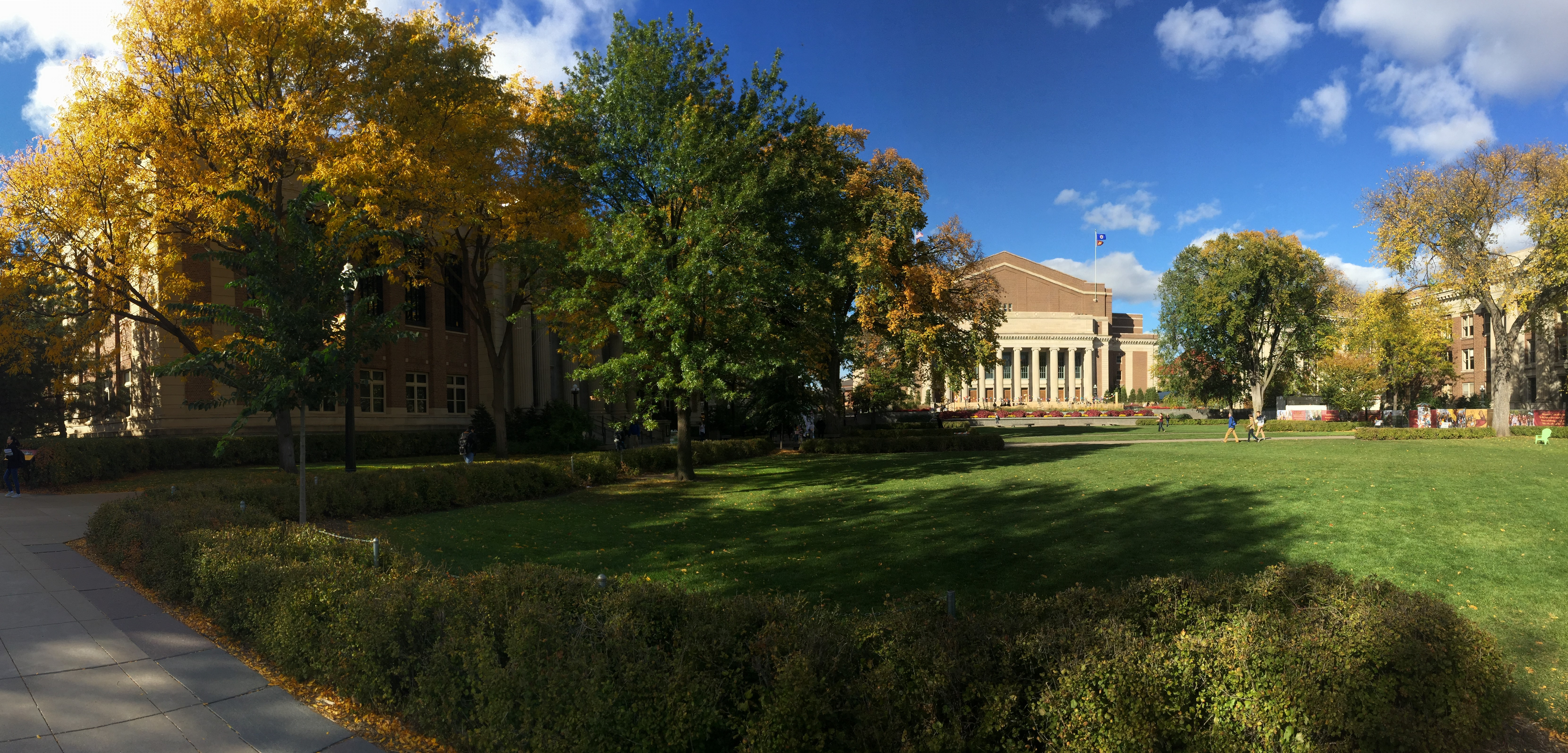
Northrop Mall.

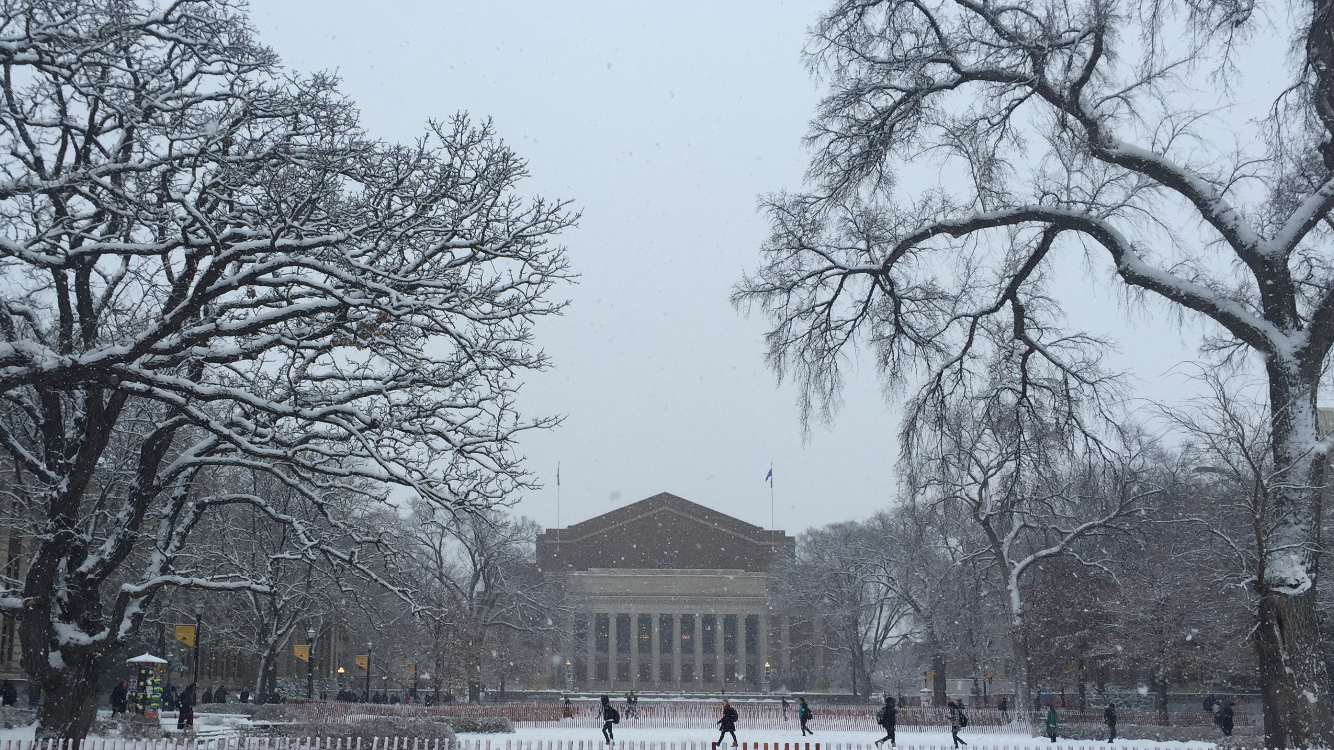
University of Minnesota East Bank campus in inverno.

Mall panorama, dalla sinistra: Ford Hall, Coffman Memorial Union, Kolthoff Hall, Smith Hall (al centro), Walter Library, Johnston Hall, Northrop, and Morrill Hall.

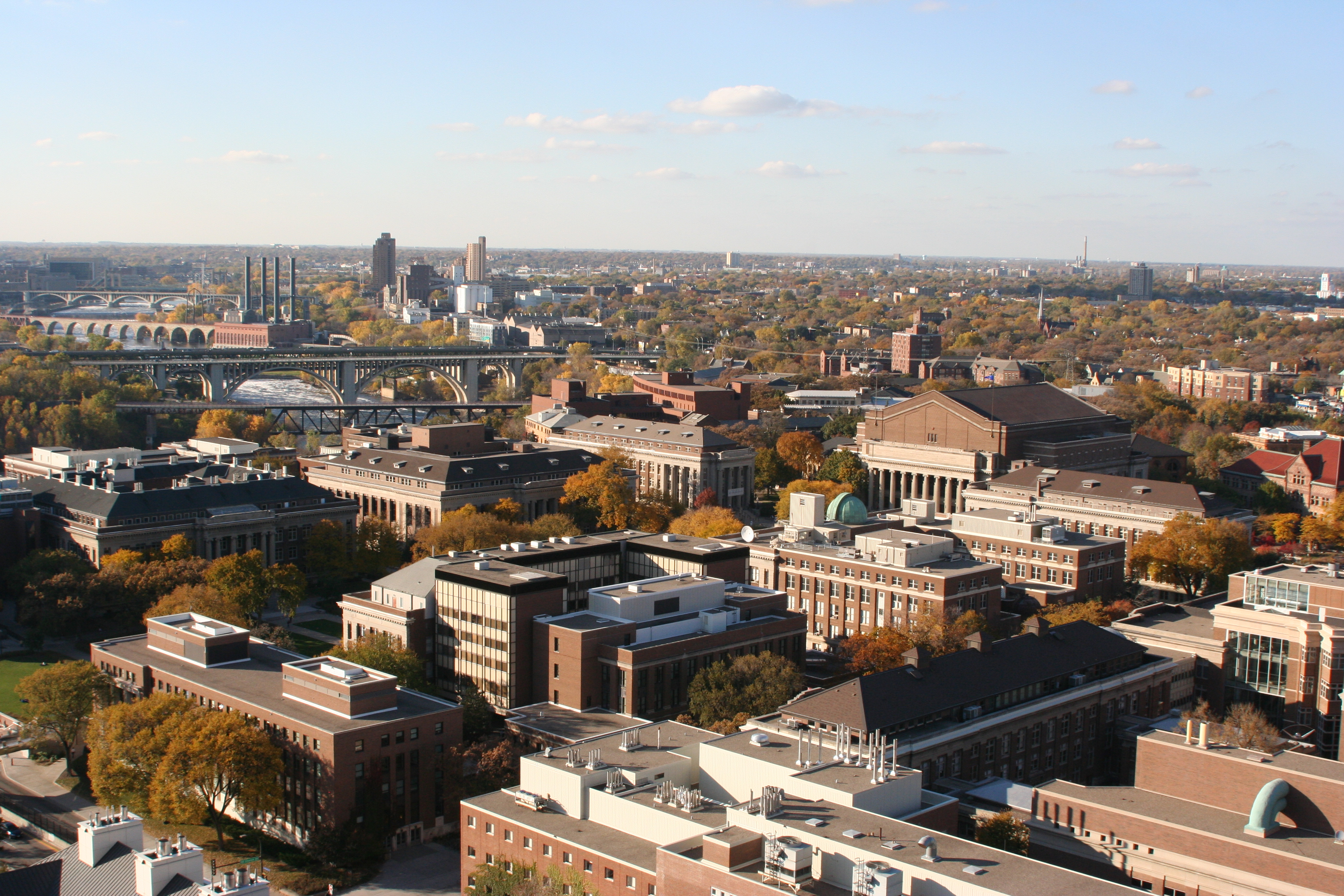
East Bank.

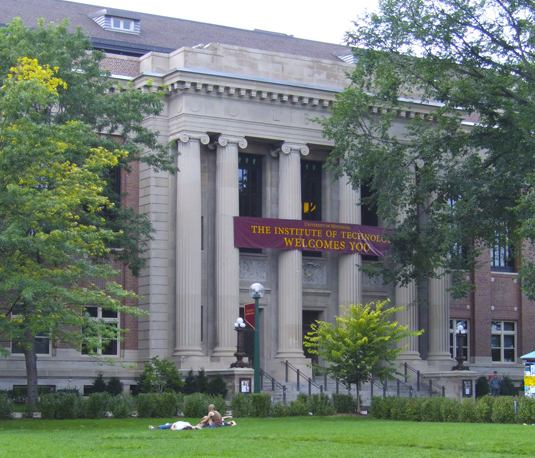
Walter Library, Northrop Mall.

## Suddivisione accademica

### Organizzazione e amministrazione
L'organizzazione accademica dell'Università è suddivisa in 19 facoltà o scuole (colleges in inglese), insieme ad altri dipartimenti indipendenti :
- Il Center for Allied Health Programs
- Il College of Biological Sciences & College of Biological Sciences
- Il College of Continuing Education
- La School of Dentistry|School of Dentistry
- Il College of Design|College of Design
- Il College of Education and Human Development|College of Education and Human Development
- Il College of Food, Agricultural and Natural Resource Sciences|College of Food, Agricultural and Natural Resource Sciences
- La Graduate School
- La University of Minnesota Law School
- Il College of Liberal Arts
- La Carlson School of Management
- La University of Minnesota Medical School
- La University of Minnesota School of Nursing
- Il College of Pharmacy
- La Hubert H. Humphrey School of Public Affairs
- La University of Minnesota School of Public Health
- Il College of Science and Engineering
- Il College of Veterinary Medicine

### Centri e istituti interdisciplinari
L'università ha sei centri di studio interdisciplinari che permettono alle facoltà di "oltrepassare" i propri campi di studio e collaborare con dipartimenti che appartengono a diversi college:
- Center for Cognitive Sciences
- Consortium on Law and Values in Health, Environment, and the Life Sciences
- Institute for Advanced Study at University of Minnesota
- Institute for Translational Neuroscience
- Institute on the Environment
- Minnesota Population Center

## Campus Universitari

### Dati demografici e didattici
Considerato come il più grande tra i 5 poli che compongono il sistema universitario dell'università del Minnesota con i suoi oltre 50 000 studenti, il campus di Minneapolis/St. Paul è a tutt'oggi quarto più esteso corpo studentesco di tutti gli Stati Uniti. L'università conta più di 300 tra istituti di ricerca, che variano dalle scienze matematiche, alle scienze sociali, umanistiche e alle tecnologie innovative.
L'Università del Minnesota offre ben 143 diversi corsi di laurea, e offre più di 200 corsi di laurea a livello magistrale (Master) e di dottorato di ricerca.

#### West Bank
Il West Bank copre un'area di 53 acri (21 ha). Il West Bank Arts Quarter include:
- Rarig Center (Theatre Arts & Dance)
- The Barbara Barker Center for Dance
- Ferguson Hall (School of Music)
- Ted Mann Concert Hall
- Regis Center for Art